# Alexia Portal
Alexia Portal (17 de março de 1977) é uma atriz francesa.